# Far laver sovsen
Når far laver sovsen er en dansk film fra 1967, instrueret af Finn Henriksen og skrevet sammen med Bob Ramsing.

## Medvirkende
- Morten Grunwald
- Ghita Nørby
- Marguerite Viby
- Bodil Udsen
- Jesper Langberg
- Poul Bundgaard
- Sigrid Horne-Rasmussen
- Kirsten Walther
- Kirsten Passer
- Jørgen Kiil
- Ole Søltoft
- Karl Stegger
- Bjørn Puggaard-Müller
- Julie Wieth
- Louis Miehe-Renard
- Jytte Abildstrøm
- Ellen Margrethe Stein
- Gunnar Lemvigh
- Valsø Holm

## Ekstern henvisning
- Far laver sovsen på Internet Movie Database (engelsk)
- Far laver sovsen på Filmdatabasen
- Far laver sovsen på danskefilm.dk
- Far laver sovsen på danskfilmogtv.dk
- Far laver sovsen på Scope
- Far laver sovsen i Svensk Filmdatabas (svensk)
- Far laver sovsen på The Movie Database (engelsk)